# Municipio de Canoe Creek
El municipio de Canoe Creek (en inglés: Canoe Creek Township) es un municipio ubicado en el condado de Rock Island en el estado estadounidense de Illinois. En el año 2010 tenía una población de 711 habitantes y una densidad poblacional de 18,38 personas por km².

## Geografía
El municipio de Canoe Creek se encuentra ubicado en las coordenadas 41°36′46″N 90°11′22″O / 41.61278, -90.18944. Según la Oficina del Censo de los Estados Unidos, el municipio tiene una superficie total de 38.68 km², de la cual 37,4 km² corresponden a tierra firme y (3,3 %) 1,28 km² es agua.

## Demografía
Según el censo de 2010, había 711 personas residiendo en el municipio de Canoe Creek. La densidad de población era de 18,38 hab./km². De los 711 habitantes, el municipio de Canoe Creek estaba compuesto por el 94,37 % blancos, el 1,27 % eran afroamericanos, el 0,14 % eran amerindios, el 2,25 % eran de otras razas y el 1,97 % eran de una mezcla de razas. Del total de la población el 5,49 % eran hispanos o latinos de cualquier raza.